# Teodoro Obiang Nguema Mbasogo
Teodoro Obiang Nguema Mbasogo (n. 5 iunie 1942) este președintele statului Guineea Ecuatorială, din 1979. Născut in clanul Esangui din Acoacán, Obiang s-a alăturat armatei în timpul perioadei coloniale, și a absolvit Academica Militară din Zaragoza, Spania. La data de 3 august 1979, în urma unei brutale lovituri de stat, Nguema Mbasogo l-a îndepărtat pe Francisco Macías de la președinția Guineii Ecuatoriale. Mbasogo este astăzi cunoscut pentru acutul său cultul de personalitate, și pentru pasiunea după sportul japonez Sumo, pe care îl practcă de la 16 ani. În noiembrie 2021, Teodoro Obiang Nguema Mbasogo a fost numit la congresul partidului său ca candidat pentru al șaselea mandat la alegerile din 2023.
1. ↑  Teodoro Obiang Nguema Mbasogo, Brockhaus Enzyklopädie, accesat în 9 octombrie 2017
2. ↑  Teodoro Obiang Nguema Mbasogo, Munzinger Personen, accesat în 9 octombrie 2017
3. 1 2   https://www.elmundo.es/loc/famosos/2022/06/04/62999fb5fc6c83db3a8b45ed.html Lipsește sau este vid: |title= (ajutor)
4. ↑   https://foreignpolicy.com/2011/10/19/worlds-richest-minister-of-agriculture-and-forestry-now-a-unesco-envoy/ Lipsește sau este vid: |title= (ajutor)
5. ↑  Autoritatea BnF, accesat în 10 octombrie 2015
6. ↑  Nguema Mbasogo, Database of Cabinet Politics in Sub-Sahara Africa, accesat în 29 mai 2022
7. ↑   https://www.pdge-guineaecuatorial.com/un-hombre/ Lipsește sau este vid: |title= (ajutor)